# Aliança Lliure Europea
L'Aliança Lliure Europea (EFA per les seves sigles en anglès) és un partit polític europeu de caràcter progressista i proeuropeu que agrupa a diverses formacions polítiques autonomistes, regionalistes i nacionalistes que defensen el dret a l'autodeterminació dels pobles i el respecte a les minories, els drets humans, civils i polítics així com la diversitat cultural i lingüística. En 2019 van escollir com a presidenta a la Lorena López de Lacalle (Solidaritat Basca) i com a secretari general en Jordi Solé (Esquerra Republicana).
L'EFA és un dels 10 partits reconeguts per la Unió Europea (UE) i té 9 diputats en el Parlament Europeu, la majoria presents al Grup d'Els Verds/Aliança Lliure Europea amb l'excepció dels 3 diputats de la Nova Aliança Flamenca que formen part dels Conservadors i Reformistes Europeus. Al Grup Greens-EFA, que compta amb 71 diputats, comparteixen grup amb els partits membres del Partit Verd Europeu, del Partit Pirata Europeu i de Volt Europa entre d'altres.
Amb 43 partits repartits en 19 països d'Europa, formen part del Grup de l'Aliança Europea a l'Assemblea Parlamentària del Consell d'Europa amb 29 membres titulars i suplents, al costat d'altres partits com el Partit Nacionalista Basc, que forma part del Partit Demòcrata Europeu, i independents d'Irlanda, entre d'altres.
L'Aliança Lliure Europea inclou partits importants als seus estats com la Nova Aliança Flamenca, Esquerra Republicana de Catalunya, Solidaritat Basca, que forma part d'EH Bildu, o el Partit de la Nació Corsa junt amb d'altres de molt desconeguts com el Partit de Jutlàndia, Futur d'Åland o diversos partits autonomistes i independentistes d'Itàlia com Comitè de Llibertat de la Toscana o Llibertat Sudtirolesa.

## Història
Els regionalistes han estat representats durant molt de temps en el Parlament Europeu. A les eleccions de 1979 quatre partits regionalistes van obtenir escons: el Partit Nacional Escocès, la Unió del Poble flamenc, el Front Democràtic dels Francòfons de Brussel·les i el Partit Popular del Tirol del Sud. Si bé, els partits van decidir sumar-se a grups diferents, des del Grup del Partit Popular Europeu al Grup Tècnic d'Independents.
El 1981, la Unió del Poble flamenc, el Partit Nacional Frisó, el Fianna Fáil Independent, el Partit dels belgues de parla alemanya, el Partit per l'Organització d'una Bretanya Lliure i l'Associació Nacional d'Alsàcia-Lorena, més Convergència Democràtica de Catalunya, el Partit Occità i la Unió del Poble Cors com a observadors, van decidir sumar forces i fundar l'Aliança Lliure Europea com una associació de partits polítics. En aquella declaració a Brussel·les, el partit va declarar que la millor manera d'accedir a la dimensió europea és construint una Europa basada en els pobles. Els diputats escollits al Parlament Europeu, però van continuar formant part de diferents grups.
Només després de les eleccions al Parlament Europeu de 1989 els membres de l'EFA formaren un grup parlamentari propi anomenat Arc de Sant Martí com el seu predecessor verd. Consistia en tres diputats italians (dos de la Lliga Llombarda i un del Partit Sard d'Acció), dos diputats espanyols (un del Partit Nacionalista Basc i un del Partit Andalusista), un diputat belga per la Unió del Poble, un de francès per la Unió del Poble Cors, un diputat del Regne Unit pel Partit Nacional Escocès i un d'irlandès independent. A ells es van sumar els quatre diputats danesos de l'euroescèptic Moviment Popular contra la UE, mentre que la resta de partits regionalistes, com el Partit Popular del Tirol del Sud, Batasuna i Convergència i Unió van decidir no adherir-se.
A les eleccions al Parlament Europeu de 1994 els regionalistes van perdre molts escons. A més, l'EFA havia suspès un dels seus principals partits, la Lliga Nord d'Itàlia, per haver unit forces en el govern amb l'Aliança Nacional postfeixista. A més, el PNV va optar per canviar al Grup del Partit Popular Europeu. Els tres eurodiputats de l'EFA restants (representants del Partit Nacional Escocès, la Unió del Poble i Coalició Canària) van formar el Grup de l'Aliança Radical Europea amb la llista francesa Energia Radical i Llista Marco Pannella d'Itàlia. Aquell mateix any, l'EFA es va constituir oficialment en federació de partits, d'acord amb les disposicions de l'article 138A del Tractat de la Unió Europea.
Després de les eleccions al Parlament Europeu de 1999, en les quals els partits de l'EFA van augmentar la seva representació, van formar un grup conjunt amb el Partit Verd Europeu sota el nom d'Els Verds/Aliança Lliure Europea, on el partit va sumar deu diputats: dos del Partit Nacional Escocès i un del Partit Gal·lès, de la Unió del Poble flamenc, del Partit Nacionalista Basc, de Solidaritat Basca, del Partit Andalusista i del Bloc Nacionalista Gallec. L'any següent es va crear l'Aliança Lliure Europea de Joves (EFAy per les seves sigles en anglès) com a ala juvenil de l'EFA, agrupant a les diverses organitzacions polítiques juvenils lligades als partits de l'Aliança.
El 26 de març de 2004, a Barcelona, l'Aliança Lliure Europea es va refundar com a partit polític europeu, segons la nova reglamentació europea (EC 2004/2003; decisió del Consell Europeu i del Parlament Europeu del 4/11/2003), sent reconeguda oficialment el 13 d'octubre d'aquell mateix any. El 2007, i després de la revisió del Reglament de la Unió Europea que regulava els partits polítics, l'EFA va constituir la seva Fundació sota el nom de Centre Maurits Coppieters.
La col·laboració entre l'Aliança Lliure Europea i el Partit Verd Europeu va continuar en els següents anys, amb la presència de tots els partits de l'EFA amb l'excepció de la Nova Aliança Flamenca, que va decidir passar al Grup dels Conservadors i Reformistes Europeus després de la seva creació. L'aportació d'eurodiputats de l'Aliança Lliure Europea al grup parlamentari va ser de quatre al 2004, de sis al 2009, de quatre al 2014 i de vuit al 2019, si bé, una vegada consumada la sortida del Regne Unit de la Unió Europea, la presència de l'EFA al Grup d'Els Verds/Aliança Lliure Europea es va reduir a sis eurodiputats.

## Prioritats polítiques
L'Aliança Lliure Europea aposta, des de la seva fundació, per una Unió Europea de pobles lliures i solidaris, basada d'acord amb el principi de subsidiarietat. Les seves prioritats polítiques, fixades en el programa de les eleccions europees de 2019, són les següents:
- Autodeterminació: aposten per no acontentar-se amb el fet que la Unió Europea sigui una unió d'Estats nacionals que promoguin els seus propis interessos, defensant una visió més àmplia i integradora, basada en el desig de reconèixer i fomentar la seva diversitat. Volen reforçar el paper dels pobles i nacions a escala subestatal i proposen una alternativa a l'actual Comitè de les Regions.
- Una Europa de tots els pobles: proposta per una Europa diferent, que reconegui la universalitat i el benestar de totes les persones i les seves diferents identitats. Una Europa que accepti i inclogui a tots els pobles en el procés de presa de decisions, per a construir una Unió democràtica de pau, respecte i solidaritat.
- Pau i llibertat per Europa: construcció d'una Unió Europea per ajudar a totes les minories, nacions, nacionals sense estat i regions que aspirin pacíficament a un reconeixement polític, cultural i lingüístic i de les seves institucions, tant a la Unió com a la resta de món.
- Construcció d'un món sostenible: aposta per una major protecció del medi ambient, limitant l'impacte de les activitats humanes sobre la natura i la protecció de les persones davant qualsevol risc mediambiental per la salut, com la prohibició d'organismes modificats genèticament o el glifosat. També aposten per les energies netes davant les fòssils.
- Justícia lingüística: aposta per defendre i fomentar la diversitat lingüística d'Europa, davant el foment de l'ús de les llengües oficials. Exigeixen el reconeixement oficial de totes les llengües minoritàries i plans per la seva protecció.
- Promoció de la igualtat de gènere: propostes per garantir la lluita contra el sistema estructural de dominació masculina i de les tradicions patriarcals i heteronormatives en suport a les dones i les persones LGBTI, tant en l'esfera pública com la privada. També hi ha propostes per garantir la paritat a tots els àmbits de la vida.
- Justícia social: l'EFA aposta perquè totes les persones, en tota la seva diversitat, gaudeixen de la mateixa dignitat, lluitant per tant contra tota mena de discriminació i pel foment d'una distribució mes igualitària de la riquesa. És fonamental, diuen, la igualtat entre pobles per enfortir econòmica, social, cultural i políticament les regions i nacions sense estat.
- Totes les persones decideixen: defensa de la revisió del projecte europeu per compensar el seu dèficit democràtic, especialment en qüestions com la democràcia participativa i la implicació dels pobles en el seu procés de presa de decisions. Asseguren que només la democratització de les institucions europees garantirà la confiança i la implicació públiques en el projecte europeu.
- Solidaritat entre pobles: aposta per una Europa inclusiva, que respecti la diversitat i basteixi ponts entre els pobles de tot el món en comptes de reforçar les fronteres que els separen, començant pel reconeixement de totes les nacions com iguals i el respecte a la seva identitat. Aposta clara pel reforç de totes les minories a Europa i el món sencer.
- Per l'ocupació juvenil: junt amb EFAy, foment de l'autodeterminació perquè els joves puguin actuar per si mateix. Garantir la igualtat d'oportunitats per tothom per fomentar polítiques que abordin l'ocupació juvenil, la fuga de talents o la pobresa, especialment a les regions més desfavorides i perifèriques d'Europa.

## Governança
L'EFA opera com una associació internacional sense ànim de lucre segons la llei belga. Els estatuts de l'Aliança Lliure Europea s'han modificat diverses vegades, sent la darrera versió l'aprovada el 31 de març de 2017 a la ciutat de Katowice.
L'organització interna de l'Aliança Lliure Europea es compon de dos estaments estatutaris: la Presidència i l'Assemblea General.

### Presidència
L'Aliança Lliure Europea té una presidència que s'encarrega de la gestió del dia a dia de l'EFA entre assemblees i que està formada per un mínim de 3 persones (o de 2 en cas de necessitat) i sempre amb un president, un secretari general i un tresorer. Els càrrecs s'escullen per l'Assemblea General per un període de tres anys.
Actualment la direcció electa es compon de les següents persones:
- Lorena Lopez de Lacalle (presidenta)
- Jordi Solé i Ferrando (secretari general)
- Anke Spoorendonk (tresorera)
- Marta Bainka
- Olrik Bouma
- Peggy Eriksson
- Jill Evans
- Fernando Fuente Cortina
- Victor Gallou
- David Grosclaude
- Wouter Patho
- Nelida Pogačić
- Anne Tomasi

### Assemblea General
A l'Assemblea General participen tots els membres del partit, amb dret a veu i vot els plens i només amb dret a veu els observadors, associats i individuals, així com el president i l'Aliança Lliure Europea de Joves. Són competències de l'Assemblea General, que es convoca com a mínim una vegada a l'any, el canvi d'estatuts i presidència, fixar les línies polítiques i els programes electorals, aprovar els comptes, etc.

## Presència a les institucions
L'Aliança Lliure Europea té presència en algunes de les principals institucions europees, si bé no té cap representant ni al Consell Europeu ni a la Comissió Europea, però si grup propi al Parlament Europeu i presència a les cambres del Comitè Europeu de les Regions i del Consell d'Europa.

### Parlament Europeu
L'Aliança Lliure Europea forma part del Grup d'Els Verds/Aliança Lliure Europea junt amb els diputats del Partit Verd Europeu, del Partit Pirata Europeu i de Volt Europa entre d'altres. Greens/EFA té 71 diputats i és el quart més gran de la cambra. Al grup estan adscrits 5 dels 9 diputats de l'EFA, ja que els 3 diputats de la Nova Aliança Flamenca estan adscrits al Grup dels Conservadors i Reformistes Europeus i la diputada de la Unió Russa de Letònia està al grup dels no inscrits.
El Grup d'Els Verds/Aliança Lliure Europea està liderat per Ska Keller i Philippe Lamberts, ambdós del Partit Verd Europeu. El subgrup de l'EFA està liderat per Jordi Solé i Ferrando, que a la vegada és el primer vicepresident del Grup.

### Comitè de les Regions
L'Aliança Lliure Europea no té grup propi al Comitè de les Regions de la Unió Europea, però els representants dels seus membres participen, majoritàriament, al Grup de l'Aliança Europea al costat d'altres partits com el Partit Nacionalista Basc, que forma part del Partit Demòcrata Europeu, i independents d'Irlanda, entre d'altres. El grup té 29 membres i suplents.

### Consell d'Europa
A l'Assemblea Parlamentària del Consell d'Europa, els representants dels partits membre de l'EFA no pertanyen a cap grup polític, menys els dos representants d'Esquerra Republicana de Catalunya, que forma part del Grup de l'Esquerra Unitària Europea

## Membres
L'Aliança Lliure Europea defineix als seus estatuts quatre tipus de filiació: efectius, observadors, individuals i honoraris. La pertinença o no de l'estat dels membres a la Unió Europea no afecta els drets dels partits. També existeixen els membres individuals, que poden accedir a la militància al partit si els accepta l'Assemblea General.

### Partits polítics
L'EFA compta amb 37 partits de 16 països de la Unió Europea, així com els partits independentistes del Regne Unit, com són el Partit Nacional Escocès o el Partit Gal·lès, la Lliga de Socialdemòcrates de Voivodina de Sèrbia i el Partit Democràtic d'Artsakh d'Azerbaidjan.
| Estat         | Nació / minoria ètnica                  | Nom (català)                                        | Nom (llengua del país)                                                           | abr.    | Eurodiputats |
| ------------- | --------------------------------------- | --------------------------------------------------- | -------------------------------------------------------------------------------- | ------- | ------------ |
| Albània       | Macedònics ètnics                       | Aliança Macedònia per a la Integració Europea       | Македонска Алијанса за Европска Интеграција                                      |         | Fora de l'UE |
| Alemanya      | Baviera                                 | Partit de Baviera                                   | Bayernpartei                                                                     | BP      | 0 / 96       |
| Alemanya      | Danesos d'Alemanya Frisis               | Associació de Votants de Schleswig Meridional       | Sydslesvigsk Vælgerforening Südschleswigscher Wählerverband                      | SSW     | 0 / 96       |
| Azerbaidjan   | República d'Artsakh / Comunitat armenia | Partit Democràtic d'Artsakh                         | Արցախի ժողովրդավարական կուսակցություն                                            | ԱԺԿ     | Fora de l'UE |
| Àustria       | Comunitat eslovena                      | Llista Unitat                                       | Enotna lista Einheitsliste                                                       | EL      | 0 / 20       |
| Bèlgica       | Flandes                                 | Nova Aliança Flamenca                               | Nieuw-Vlaamse Alliantie                                                          | N-VA    | 3 / 21       |
| Bulgària      | Comunitat macedònia                     | Organització Macedònia Unida Ilinden–Pirin          | Обединена македонска организация: Илинден–Пирин                                  | OMO     | 0 / 17       |
| Dinamarca     | Comunitat germànica                     | Partit de Jutlàndia                                 | Slesvigsk Parti Schleswigsche Partei                                             |         | 0 / 15       |
| Eslovènia     | Ístria eslovena                         | Partit de l'Olivera - Partit de l'Ístria Eslovena   | Oljka Party - Stranka Slovenske Istre                                            |         | 0 / 9        |
| Espanya       | Andalusia                               | Andalusia per Si                                    | Andalucía por Sí                                                                 | AxSi    | 0 / 61       |
| Espanya       | Euskadi                                 | Solidaritat Basca                                   | Eusko Alkartasuna                                                                | EA      | 0 / 61       |
| Espanya       | Galícia                                 | Bloc Nacionalista Gallec                            | Bloque Nacionalista Galego                                                       | BNG     | 0 / 61       |
| Espanya       | Illes Canàries                          | Nova Canàries                                       | Nueva Canarias                                                                   | NCa     | 0 / 61       |
| Espanya       | Països Catalans                         | Esquerra Republicana de Catalunya                   | Esquerra Republicana de Catalunya                                                | ERC     | 1 / 61       |
| Espanya       | Països Catalans                         | Més Compromís                                       | Més Compromís                                                                    |         | 1 / 61       |
| Espanya       | Països Catalans                         | Més per Menorca                                     | Més per Menorca                                                                  |         | 0 / 61       |
| Espanya       | Països Catalans                         | Partit Socialista de Mallorca-Entesa                | Partit Socialista de Mallorca-Entesa                                             | PSM     | 0 / 61       |
| Finlàndia     | Illes Åland                             | Futur d'Åland                                       | Ålands Framtid                                                                   |         | 0 / 15       |
| França        | Alsàcia                                 | La Nostra Terra                                     | Unser Land                                                                       |         | 0 / 79       |
| França        | Bretanya                                | Unió Democràtica de Bretanya                        | Unvaniezh Demokratel Breizh Union Démocratique Bretonne                          | UDB     | 0 / 79       |
| França        | Còrsega                                 | Partit de la Nació Corsa                            | Partitu di a Nazione Corsa                                                       | PNC     | 0 / 79       |
| França        | Còrsega                                 | Fem Còrsega                                         | Femu a Corsica                                                                   |         | 0 / 79       |
| França        | Euskadi                                 | Solidaritat Basca                                   | Eusko Alkartasuna                                                                | EA      | 0 / 79       |
| França        | Occitània                               | Partit Occità                                       | Partit Occitan                                                                   | POC     | 0 / 79       |
| França        | Països Catalans                         | Unitat Catalana i Esquerra Republicana de Catalunya | Unitat Catalana i Esquerra Republicana de Catalunya                              | UC/ERC  | 0 / 79       |
| França        | Savoia                                  | Moviment Regió Savoia                               | Mouvement Région Savoie                                                          | MRS     | 0 / 79       |
| França        | Vall d'Aosta                            | Unió Valldostana                                    | Union Valdôtaine                                                                 | UV      | 0 / 79       |
| Grècia        | Comunitat turca                         | Partit de l'Amistat, la Igualtat i la Pau           | Dostluk-Eşitlik-Barış Partisi Κόμμα Ισότητας, Ειρήνης και Φιλίας                 | ΚΙΕΦ    | 0 / 21       |
| Itàlia        | Friül                                   | Pacte per l'Autonomia                               | Pat pe Autonomie Pakt za Avtonomijo Pakt für die Autonomie Patto per l'Autonomia | PpA     | 0 / 76       |
| Itàlia        | Sicília                                 | Sicilians Lliures                                   | Siciliani Libbiri Siciliani Liberi                                               | SL      | 0 / 76       |
| Itàlia        | Tirol del Sud                           | Llibertat Sudtirolesa                               | Süd-Tiroler Freiheit                                                             | STF     | 0 / 76       |
| Itàlia        | Toscana                                 | Comitè de Llibertat de la Toscana                   | Comitato Libertà Toscana                                                         |         | 0 / 76       |
| Itàlia        | Vall d'Aosta                            | Aliança Vall d'Aosta                                | Alliance Valdôtaine                                                              |         | 0 / 76       |
| Països Baixos | Frísia                                  | Partit Nacional Frisó                               | Fryske Nasjonale Partij                                                          | FNP     | 0 / 31       |
| Regne Unit    | Cornualla                               | Fills de Cornualla                                  | Mebyon Kernow                                                                    |         | Fora de l'UE |
| Regne Unit    | Escòcia                                 | Partit Nacional Escocès                             | Pàrtaidh Nàiseanta na h-Alba Scottish National Party                             | SNP     | Fora de l'UE |
| Regne Unit    | Gal·les                                 | Partit Gal·lès                                      | Plaid Cymru Party of Wales                                                       |         | Fora de l'UE |
| Regne Unit    | Yorkshire                               | Partit de Yorkshire                                 | Yorkshire Party                                                                  |         | Fora de l'UE |
| Sèrbia        | Voivodina                               | Lliga de Socialdemòcrates de Voivodina              | Лига социјалдемократа Војводине Liga socijaldemokrata Vojvodine                  | ЛСВ LSV | Fora de l'UE |
| Txèquia       | Moràvia                                 | Moviment de la Terra de Moràvia                     | Moravské Zemské Hnutí                                                            | MZH     | 0 / 21       |

### Membres individuals
Actualment formen part com a membres individuals l'eurodiputat italià Piernicola Pedicini, escollit a les llistes del Moviment 5 Estrelles però actualment declarat independent, i l'eurodiputada alemanya, del Partit Ecològic Democràtic, Manuela Ripa.

## Antics membres i observadors
| Estat      | Nació / minoria ètnica  | Nom (català)                                    | Nom (llengua del país)                         | abr.    | Notes                                          |
| ---------- | ----------------------- | ----------------------------------------------- | ---------------------------------------------- | ------- | ---------------------------------------------- |
| Alemanya   | Lusàcia / Sòrabs        | Aliança Lusaciana                               | Łužiska Alianca                                |         | No són membres des de 2023                     |
| Alemanya   | Frisis                  | Els Frisis                                      | Do Fräisen                                     |         | No són membres des de 2018                     |
| Bèlgica    | Comunitat germanòfona   | Partit dels belgues germanòfons                 | Deutschsprachige Gemeinschaft Belgiens         |         | Fusionat a ProDG al 2008                       |
| Bèlgica    | Comunitat germanòfona   | ProDG                                           | Pro Deutschsprachige Gemeinschaft              | ProDG   | No són membres des de 2018                     |
| Bèlgica    | Flandes                 | Unió Del Poble                                  | Volksunie                                      | VU      | Dissolts al 2001, integrats en N-VA i a Spirit |
| Bèlgica    | Flandes                 | Partit Socioliberal                             | Sociaal-Liberale Partij                        | SLP     | Integrats a Groen al 2009                      |
| Bèlgica    | Valònia                 | Reagrupament Popular Való                       | Rassemblement populaire wallon                 | RPW     | Dissolts al 2011, integrats al PS              |
| Croàcia    | Rijeka                  | Llista per Rijeka                               | Lista za Rijeku - Lista per Fiume              |         | No són membres des de 2023                     |
| Eslovàquia | Hongaresos d'Eslovàquia | Unió Democristiana Hongaresa                    | Magyar Kereszténydemokrata Szövetség           | MKDSZ   | No són membres des de 2023                     |
| Eslovàquia | Hongaresos d'Eslovàquia | Partit Federalista Hongarès                     | Magyar Föderalista Párt                        |         | Dissolts al 2005                               |
| Letònia    | Comunitat russa         | Unió Russa de Letònia                           | Latvijas Krievu savienība Русский союз Латвии  | LKS     | Expulsats al 2022                              |
| Espanya    | País Basc               | Aralar                                          | Aralar                                         |         | Dissolts al 2017, integrats a EH Bildu         |
| Espanya    | País Basc               | Partit Nacionalista Basc                        | Euzko Alderdi Jeltzalea                        | EAJ/PNB | Passen al PDE al 2004                          |
| Espanya    | Andalusia               | Partit Andalusista                              | Partido Andalucista                            | PA      | Dissolts al 2015                               |
| Espanya    | Aragó                   | Unió Aragonesista                               | Chunta Aragonesista                            | CHA     | No són membres des de 2018                     |
| Espanya    | Illes Canàries          | Coalició Canària                                | Coalición Canaria                              | CC      | Surten al 1999, actualment a PDE               |
| Espanya    | Catalunya               | Convergència Democràtica de Catalunya           |                                                | CDC     | Surten al 1987, de l'ALDE fins a dissolució    |
| França     | Savoia                  | Lliga Savoiana                                  | Ligue savoisienne                              | LS      | Dissolts al 2012                               |
| França     | Bretanya                | Partit per l'Organització d'una Bretanya Lliure | Parti pour l'organisation de la Bretagne libre | POBL    | Dissolts al 2000                               |
| França     | Còrsega                 | Unió del Poble Cors                             | Unione di u Populu Corsu                       | UPC     | Dissolts al 2002, integrats a PNC              |
| França     | Alsàcia / Lorena        | Associació Nacional d'Alsàcia-Lorena            |                                                |         | Dissolts                                       |
| Grècia     | Macedònics ètnics       | Arc de Sant Martí                               | Виножито                                       |         | No són membres des de 2023                     |
| Hongria    | Poble Gitano            | Partit de la Unitat dels Gitana                 | Roma Összefogás Párt                           | MCF     | Dissolts al 2012                               |
| Irlanda    | Irlanda Unida           | Fianna Fáil Independent                         |                                                |         | Dissolts al 2006, reintegrats al FF            |
| Itàlia     | Vall d'Aosta            | Autonomia Llibertat Participació Ecologia       | Autonomie Liberté Participation Écologie       | ALPE    | Fusionats a l'AV al 2019                       |
| Itàlia     | Tirol del Sud           | Unió de Tirol del Sud                           | Union für Südtirol                             | UfS     | Expulsats al 2008                              |
| Itàlia     | Emília                  | Aliança LLiure d'Emília                         |                                                |         | Dissolts al 2010                               |
| Itàlia     | Friül                   | Pàtria Friül                                    |                                                |         | No són membres des de 2022                     |
| Itàlia     | Sicília                 | Moviment per la Independència de Sicília (2004) | Movimento per l'Indipendenza della Sicilia     | MIS     | No són membres des de 2022                     |
| Itàlia     | Padània                 | Lliga Nord                                      | Lega Nord                                      | LN      | Suspesos al 1994, marxen al 1996               |
| Itàlia     | Sardenya                | Partit Sard d'Acció                             | Partidu Sardu                                  | PSd'Az  | Expulsats al 2020 per aliar-se amb LN          |
| Itàlia     | Minoria eslovena        | Unió Eslovena                                   | Slovenska Skupnost                             | SSK     | No són membres des de 2023                     |
| Itàlia     | Mezzogiorno             | L'Altre Sud                                     | L'Altro Sud                                    |         | No són membres des de 2022                     |
| Itàlia     | Vèneto                  | Lliga Vèneta                                    | Łiga Vèneta                                    | LV      | S'integra a LN al 1991                         |
| Itàlia     | Vèneto                  | Lliga Vèneta República                          | Łiga Vèneta Republica                          | LVR     | No són membres des de 2022                     |
| Itàlia     | Llombardia              | Lliga Llombarda                                 | Liga Lombarda                                  | LL      | S'integra a LN al 1991                         |
| Itàlia     | Llombardia              | Pro LLombardia Independència                    | Pro Lombardia Indipendenza                     | pLI     | No són membres des de 2022                     |
| Lituània   | Polonesos de Lituània   | Partit Popular dels Polonesos a Lituània        | Lietuvos lenkų liaudies partija                | LLLP    | Dissolts al 2010                               |
| Polònia    | Caixubis                | Associació Caixubia                             | Kaszëbskô Jednota                              | KA      | No són membres des de 2023                     |
| Polònia    | Alta Silèsia            | Assemblea Autonomista de Silèsia                | Ruch Autōnōmije Ślōnska                        | RAŚ     | No són membres des de 2023                     |
| Romania    | Transsilvània           | Lliga Transsilvània-Banat                       | Liga Transilvania-Banat                        |         | Dissolts al 2004                               |
| Txèquia    | Moràvia                 | Moravané                                        |                                                |         | No són membres des de 2018                     |